# غيل كارب
غيل كارب (بالإنجليزية: Gail Karp)‏ هي مغنية أمريكية، ولدت في 7 أبريل 1955 في ديترويت في الولايات المتحدة.